# (65871) 1997 UC22
1997 يو سي 22 (ويعرف أيضًا باسم (65871) 1997 يو سي 22 وفق تسمية الكوكب الصغير) (بالإنجليزية: 1997 UC22)‏ هو كويكب ضمن حزام الكويكبات؛ وترتيبه 65871 من حيث الاكتشاف.
اكتُشف هذا الجُرم الفلكي بواسطة برنامج شميدت للكويكبات في بكين في 28 أكتوبر 1997.

## وصلات خارجية
- (65871) 1997 UC22 في قاعدة بيانات مختبر الدفع النفاث لأجرام النظام الشمسي الصغيرة

- الاكتشاف · مخطط المدار ·  العناصر المدارية · المعلمات المادية

- (65871) 1997 UC22 على موقع ويكي سكاي: DSS2, SDSS, GALEX, IRAS, Hydrogen α, X-Ray, Astrophoto, Sky Map, Articles and images